# Distretto di Bokaro
Il distretto di Bokaro è un distretto del Jharkhand, in India, di 1 775 961 abitanti. Il suo capoluogo è Bokaro Steel City.